# Akhodja
Akhodja ou Akŭdja (en turc : Akhoca) est un village situé en Thrace orientale, dans la province d'Edirne, en Turquie.

## Géographie
Le village se situe à 28 kilomètres au sud de Keşan.

## Histoire
Le village porte le même nom depuis 1901.
À l'époque ottomane, Akhodja appartient à la kaaza de Keşan, au sein du vilayet d'Edirne. Selon le professeur bulgare Lyubomir Miletich (en), en 1912, la population du village est essentiellement composée de pomaks bulgares et grecs.